# Edward Stradling, 4. Baronet

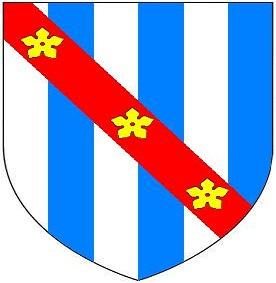
Wappen der Familie Stradling

Sir Edward Stradling, 4. Baronet (* um 1643; † 5. September 1685) war ein englischer Adliger.

## Herkunft und Rolle während der Stuart-Restauration
Edward entstammte der Familie Stradling, einer alten Familie der Gentry aus Glamorgan. Er war der älteste Sohn von Edward Stradling, 3. Baronet und dessen Frau Catherine Perry. Sein Vater war spätestens vor 1661, vermutlich bereits vor 1646 gestorben, als seine Mutter in zweiter Ehe Bussy Mansel heiratete. Edward führte bereits den Titel Baronet, of St Donat’s in the County of Glamorgan, als er am 12. September 1661 einen Abschluss als Master an der Universität Oxford erwarb. Wie sein Vater und Großvater war er ein Royalist. Nach der Stuart-Restauration wurde vorgeschlagen, ihn zum Knight of the Royal Oak zu schlagen, doch schließlich sah König Karl II. von der Gründung dieses neuen Ordens ab. Als Deputy Lieutenant von Glamorgan unterstützte Stradling in den 1660er Jahren die Umsetzung der Gesetze zur Durchsetzung der Restauration, die auch als Clarendon Code bezeichnet wurden. Noch 1685 unterzeichnete er einen Befehl zur Verhaftung eines mutmaßlichen Rebellen.

## Ehe und Nachkommen
Stradling hatte am 20. November 1667 Elizabeth Hungerford, eine Tochter von Anthony Hungerford aus Farleigh Castle in Somerset und von dessen Frau Rachel Jones geheiratet. Er hatte mit ihr mehrere Söhne, darunter:
- Sir Edward Stradling, 5. Baronet (um 1672–1735);
- Thomas Stradling.

Nach seinem frühen Tod wurde sein ältester Sohn Edward sein Erbe.